# Magne Bleness
Magne Bleness (30 d'abril de 1933 - 1 de desembre de 1992) va ser un actor i director de teatre noruec.
Va néixer a Fana i es va casar dues vegades, primer amb Berit Gøril Havrevold el 1957, i posteriorment amb Mette Janson el 1961. Fou pare de Carsten Bleness (n. 1958).
Va debutar a l'escenari el 1953 a Oslo, al Sommerteatret, i més tard va treballar al Nationaltheatret i al Fjernsynsteatret. La seva primera producció escènica va ser l'obra Semmelweiss de Jens Bjørneboe, al Nationaltheatret el 1969. Va ser director de teatre de Fjernsynsteatret de 1980 a 1990.